# スペース・パイレーツ
『スペース・パイレーツ』（原題：The Ice Pirates）は、1984年製作のアメリカ合衆国のSF映画。
水資源の枯渇した宇宙を舞台に、独裁者と戦う宇宙海賊の活躍を、様々なSF映画のパロディを満載して描いたSFコメディ映画。

## あらすじ
長く続いた惑星間戦争が終わった後、銀河系は殆どが乾き、数少ない水は貴重な資源となっていた。ミソラ星のテンプラー人はその強大な軍事力にものをいわせて水の権利を一手に掌握、水を管理することによって近隣の惑星を支配していた。
そんな中、銀河系では氷にした水を運ぶ貨物船を襲撃して氷を盗む、アイス・パイレーツという宇宙海賊の一味が出没していた。ある時、いつものように貨物船を襲撃した一味は、カプセルの中で眠るアルゴン星のカリーナ姫を発見する。彼女の美しさに心奪われた一味のリーダー・ジェイソンは彼女を連れ出すが、テンプラーの部隊に相棒のロスコー共々捕まり、ミソラ星に連行される。
ジェイソンとロスコーは同じ牢に入れられていたキルジョイという大男から、囚人は僧侶を除いて全員去勢され、奴隷にされるという話を聞く。ジェイソンとロスコーがあわや去勢されそうになった時、カリーナ姫がそのピンチを救う。カリーナ姫やキルジョイらを連れて脱出したジェイソンとロスコーは、カリーナ姫からある事を要求される。それは、氷が豊富にあるという伝説の第7世界を探しに行ったまま消息を絶った彼女の父ヴァスコ伯爵を探すことだった。
一行は伯爵の行方を知るランキーという男に会う。ランキーは、伯爵が第7世界を発見していたことと、彼がプレイルー星にさらわれていったことを話す。一行はプレイルー星へ行くが、出迎えたのは伯爵そっくりのロボットだった。カリーナ姫はがっかりするが、その時、伯爵の像が出現し、第7世界への道を教示してくれる。そこはタイム・ワープをしなければ行けない場所であった。
一行は早速タイム・ワープで第7世界へと向かうが、その背後から一行を密かに追尾していたテンプラーの巨大艦が迫って来る。

## キャスト
- ジェイソン：ロバート・ユーリック（吹替：菅生隆之）
- カリーナ：メアリー・クロスビー（吹替：岡本茉利）
- ロスコー：マイケル・D・ロバーツ（吹替：石丸博也）
- メイダ：アンジェリカ・ヒューストン（吹替：吉田理保子）
- テンプラー最高司令官：ジョン・キャラダイン（吹替：北村弘一）
- ゼノ：ロン・パールマン
- キルジョイ：ジョン・マトゥザック
- ウェンドン：ブルース・ヴィランチ
- ハイミー：イアン・アバークロンビー
- ナニー：ナタリー・コア

※テレビ放映：TBSテレビ「月曜ロードショー」1987年6月15日

## 評価
パソコン専門誌『MSXマガジン』1984年7月号のレビュー記事において、本作は爆笑作として取り上げられ、別ジャンルのパロディ映画である『腰抜け二挺拳銃』（1958年）を想起させるとも語られた。また、同誌ではよいこから悪ガキまで楽しめる作品が減った今（1984年時点）、貴重な作品であるとも記されている。